# Poneggen
Poneggen (Pöniken, Ponecken) ist ein Dorf in der Marktgemeinde Schwertberg und in der Gemeinde Ried in der Riedmark. Es befindet sich auf 257 m ü. A. westlich des Schwertberger Ortskerns und erstreckt sich zu einem geringen Teil auch auf das Gemeindegebiet von Ried. In der Verwaltung der Marktgemeinde Schwertberg wird das Dorf Poneggen als Straßenbezeichnung geführt, in der Verwaltung der Marktgemeinde Ried als Ortschaft.

## Geographie
Im Westen grenzt das Dorf an die Ortschaft Niederzirking und Gerersdorf der Gemeinde Ried, im Norden an die Schwertberger Ortschaft Doppl, im Süden an die Schwertberger Ortschaft Aisting und im Osten an den Ortskern von Schwertberg.
Das Dorf wird durch die Landesstraße L 1412 (Schwertberger Straße) in einen nördlichen und einen südlichen Teil getrennt. Die Gleise der Donauuferbahn führen von Südwesten Richtung Nordosten über den südlichen Teil des Dorfgebietes. Ein Teil der Dorfläche entfällt auf das Machland, der Rest auf die Südlichen Mühlviertler Randlagen.
Das Dorf wird vom Poneggenbach in etwa nord-südlicher Richtung durchflossen. Der Poneggenbach kommt aus dem Gebiet der Ortschaft Doppl, wendet sich dann nach Osten und mündet im Bereich der Firmen Steinbach und Hödlmayr in die Aist. Ursprünglich mündete der Poneggenbach jedoch in Sebern (damals Gemeinde Haid / heute Mauthausen) in die Aist. Der Schwertberger Ortschronist Othmar Wandl berichtet, dass der untere Teil des Poneggenbaches von 1933 bis 1935 als Arbeitsbeschaffungsprogramm von damals Dutzenden Arbeitslosen errichtet wurde. Insgesamt 272.000 Arbeitsstunden wurden aufgewendet, um das künstliche Bachbett händisch zu graben und mit Granitsteinen auszulegen bzw. zu regulieren. Bis 2024 soll Poneggenbach von der Mündung beim ASKÖ-Tennisplatz bis zur Firma Praher (Ortschaft Poneggen) renaturiert werden.

## Geschichte
Wie ein Flachgrab aus der frühhallstättischen Urnenfelderkultur um 1000 v. Chr. beweist, war Poneggen bereits in vorgeschichtlicher Zeit besiedelt.
Poneggen wurde erstmals 1297 als „Pöniken“ schriftlich erwähnt. Der Name stammt vom altslawischen Wort ponikva – Wasserloch ab, eine Stelle, wo sich das Wasser unter der Erde verliert. Weitere frühe Nennungen stammen aus den Jahren 1307 („Ponik“), 1378 („Poniken“) und 1380 „Puniken“.
Der mittelalterliche Sitz Poneggen wurde zum Schloss Poneggen ausgebaut. 1763 bis 1818 war dort die Strumpfmanufaktur Poneggen ansässig. 1827 zählte Poneggen 55 Häuser mit 77 Wohnparteien und 297 Einwohnern. Heute ist ein stark wachsender Ortsteil von Schwertberg mit vielen Jungfamilien.

## Einrichtungen

### Freiwillige Feuerwehr Poneggen
In Poneggen besteht seit 1905 eine Freiwillige Feuerwehr, die als Filiale der Feuerwehr Schwertberg gegründet wurde. Für die Errichtung eines Depots stellte der Gastwirt Franz Eder ein Grundstück zur Verfügung. Der Bau wurde von der Gemeinde Schwertberg und von der Grundherrschaft Schwertberg großzügig unterstützt. Am 2. Juni 1946 wurde aus der Filiale Poneggen eine eigenständige Feuerwehr, die dem Bezirks- und Landesfeuerwehrverband beitrat. 1949 und 1950 entstand ein neues Feuerwehrdepot, für das die Familien Wahl und Kroiss den Grund kostenlos zur Verfügung stellten. Eine 1962 gegründete Feuerwehr-Fußballmannschaft machte die Feuerwehr bei der Jugend populär, 1973 wurde eine eigene Feuerwehr-Jugendgruppe gegründet. 2004 wurde das neue Feuerwehrhaus in der Achhornersiedlung eingeweiht.

### Altstoffsammelzentrum
Gemeinsam mit den Nachbargemeinden Mauthausen und Ried in der Riedmark errichtete die Marktgemeinde Schwertberg 2017 in Poneggen etwa 100 Meter südlich des Poneggenbaches ein gemeindeübergreifendes Altstoffsammelzentrum.

### Unternehmen
- Glas Lumetsberger OG
- Praher Group (Praher Plastics Austria)
- ML-Elektronik, Markus Lindbichler

## Kultur und Sehenswürdigkeiten
- Schloss Poneggen befindet sich in Privatbesitz, heute sind darin Mietwohnungen untergebracht, das Gebäude steht unter Denkmalschutz
- Häuselzeile Poneggen, eine der ältesten noch bewohnten Arbeiter-Reihenhaussiedlungen Österreichs

## Persönlichkeiten
- Cäcilia Weber (* 1877 in Poneggen), verheiratete Cilli Löwinger, Schauspielerin und Betriebsführerin der Löwinger-Bühne, Mutter von Paul Löwinger